# 司徒衛
司徒衛（英語：Szto Wai）（1880年—1961年），中国教育家、画家，嶺南校徽的設計者，廣州嶺南香港分校首任校長。

## 生平
司徒衛祖籍廣東開平，於1908年畢業於廣州嶺南學堂，1910年在母校嶺南學堂當教師。
1911年，司徒衛從康樂校園北望的景緻得到啟發，設計出一個嶺南的校徽。圓形校徽的上半部是廣州的白雲山，橫亙其中的是珠江，其南岸有茂盛的荔枝樹；下半部是康樂校園的曲水細流，富有詩意。這個圓形校徽經過多次細微的修飾，一直沿用至今。
1922年被嶺南大學鍾榮光校長邀請返國，在廣州、上海、香港及越南的西貢等地開辦嶺南大學附小附中，1922年2月擔任廣州嶺南分校(即後來的香港嶺南小學和嶺南中學)首任校長。
在抗日戰爭期間，他協助帶領嶺大師生移師到廣東韶關曲江嶺大村重辦大學教育，亦曾任韶關仙人廟嶺南中學校長，澳門嶺南中學校長，1942年8月至1944年1月期間擔任佛山華英中學韶关复课时期的校長。

## 著作
《The art of Szto Wai : the spirit of red and grey = 司徒衛的藝術世界 : 紅灰精神》
作者:  司徒衛, 1890-1961
出版年:  2019
ISBN:  9789627643128

## 另見
- 嶺南教育機構
- 廣州嶺南大學